# Centro nazionale delle arti di Tokyo
Il Centro nazionale delle arti di Tokyo (国立新美術館?, Kokuritsu shinbijutsukan), anche noto con il nome internazionale di The National Art Center, Tokyo e con la sigla NACT, è un museo di arte moderna e contemporanea situato a Minato (Tokyo) e fondato nel 2007. È uno dei sei Musei nazionali d'arte del Giappone.

## Storia e collezione
Il museo è nato da un progetto congiunto dell'Agenzia per gli affari culturali del Ministero dell'educazione, cultura, sport, scienza e tecnologia (MEXT) e dell'ente amministrativo indipendente giapponese Musei nazionali d'arte, che gestisce questo e altri cinque musei di belle arti sul territorio nipponico, ed è stato inaugurato il 21 gennaio 2007.
Il complesso, composto da un edificio principale, vari annessi e un grande giardino, è stato realizzato dall'architetto Kishō Kurokawa sul sito occupato in precedenza da un centro di ricerca dell'Università di Tokyo. Il museo dispone di una superficie di circa 50'000 metri quadrati disposti su quattro livelli: al suo interno ospita una collezione permanente di circa 600 pezzi, concentrata in particolar modo sulla pittura del XIX e XX secolo, ma le attività principali si concentrano sulle mostre temporanee dedicate in particolare ai legami fra arte contemporanea e cultura pop.